# Matheus Nascimento
Matheus Nascimento de Paula (Niterói, 3 de março de 2004) é um futebolista brasileiro que atua como centroavante. Atualmente joga pelo LA Galaxy, emprestado pelo Botafogo.

## Carreira

### Início
Matheus Nascimento nasceu no município de Niterói, no Rio de Janeiro, e iniciou sua trajetória em um dos núcleos oficiais do Botafogo, o Trops aos 8 anos. A família de Matheus matriculou-o no futebol como um hobbie, sem pretensão de que fosse tornar-se profissional. Porém, Matheus foi destacando-se e ao ser observado atuando pela escolinha, foi levado em 2015 para o CT da base do Botafogo para um teste e foi bem, passando a atuar pelo time de base do glorioso. Em 2019 dividiu-se entre o Sub-15 e o Sub-17 do Botafogo, onde passou a chamar a atenção principalmente após ter feito um hat-trick num amistoso pela Seleção Brasileira contra o Chile, vencido por 5–0.
Cobiçado por outras equipes desde a base e com marca de 150 gols na divisões inferiores, ao completar 16 anos (idade mínima permitida lara assinatura do primeiro contrato) Matheus foi procurado pelo clube para assinatura de seu contrato visto que seu contrato era de produtividade e válido até 2021. Então em 12 de junho, assinou seu primeiro contrato profissional com o Botafogo válido até 2023 com multa rescisória de 50 milhões de reais, passando também por um período de testes no profissional.

#### 2020
Fez sua estreia profissional em 5 de setembro de 2020, no empate por 2–2 com o Corinthians na 8ª rodada Campeonato Brasileiro, entrando aos 33 do segundo tempo. Ao entrar na partida, tornou-se o mais jovem a estrear com a camisa alvinegra e o quarto brasileiro mais jovem a entrar na competição.

#### 2021
Seu primeiro gol profissional foi marcado em 25 de abril de 2021 na goleada por 4–0 sobre o Macaé na última rodada da Taça Guanabara. No mesmo ano, foi integrado na lista Next Generation do The Guardian como um dos 60 jogadores mais promissores que nasceram em 2004.
Apesar de ter integrado o elenco campeão do Botafogo na Série B, Matheus perdeu espaço ao longo da temporada devido às boas atuações de Rafael Navarro e ter Rafael Moura com seu reserva, tendo disputado partidas do Sub-20. Apesar de ter descido a base e ter atuado mais nela, foi jogador que mais valorizou-se no alvinegro, com valor de mercado de 32 milhões de reais (5 milhões de euros). Disputou 15 jogos e marcou um gol em sua primeira temporada pelo Botafogo.

#### 2022
Ao fazer um dos gols da vitória por 3–1 sobre o Resende na 7ª rodada da Taça Guanabara, Matheus assumiu a artilharia do time com três gols feitos. Em 12 de maio de 2022, fez dois na vitória por 3–0 no jogo de volta da das oitavas de final da Copa do Brasil, ajudando o Glorioso a avançar para a próxima fase.
Em 22 de outubro, foi anunciada sua renovação contratual até o ano de 2025. Na altura, havia disputado 60 partidas pelo Alvinegro e feito oito gols. Matheus finalizou a temporada com 37 partidas e sete gols, sendo a que mais jogou desde que foi integrado definitivamente ao time principal.

#### 2023
Após 297 dias sem marcar um gol, voltou a balançar as redes na vitória por 2–0 sobre o Resende na 10ª rodada do Carioca em 5 de março, tendo também concedido a assistência para o primeiro tento marcado por Carlos Alberto.

#### 2024
Em 2024, após nove jogos e nem um gol sequer, teve lesão constatada na coxa direita. Em nota, o Botafogo informou que a previsão de retorno mínimo era de quatro meses.

## Seleção Brasileira

### Sub-15
Matheus Nascimento acumula passagens pela Seleção Brasileira desde o Sub-15, onde foi um dos convocados pelo técnico Paulo Victor Gomes em 18 de outubro de 2019 para a disputa do Sul-Americano da categoria no Paraguai e foi campeão, sendo titular absoluto na campanha. 

### Sub-17
Foi convocado em junho de 2021 para um período de dez dias de treinos visando o Sul-Americano da categoria, mas foi liberado pela Seleção para disputar o jogo de volta da final da Copa do Brasil Sub-20. Em 13 de agosto, voltou a ser convocado para dois amistosos contra o Paraguai, também como preparação para o Sul-Americano.

### Sub-18
Foi convocado para representar o Brasil na Reveletions Cup, no México. Apesar de ter sido reserva de Marcos Leonardo na maioria dos jogos, Matheus fez um gol no torneio, na vitória por 3–2 sobre a Colômbia na última partida, tendo feito o gol da vitória. O Brasil foi vice-campeão da competição.

### Sub-20
Em 19 de maio de 2022, foi um dos 23 convocados por Ramon Menezes para disputar o Torneio Internacional do Espírito Santo. Na estreia contra o Paraguai marcou dois na vitória por 5–2, tendo feito também um na goleada por 7–0 sobre o Uruguai na última do torneio que culminou no título do torneio para o Brasil, sendo um dos destaques da Seleção.
Em 28 de abril de 2023, foi um dos convocados para o Mundial Sub-20. O Brasil acabou eliminado nas quartas de final para Israel de virada por 3–2, tendo Matheus feito um dos gols.

### Sub-23
Matheus integrou o elenco brasileiro que faturou a medalha de ouro nos Jogos Pan-Americanos de 2023, em Santiago. Atuou como titular em quatro dos cinco jogos, além de ter convertido um dos pênaltis na final contra o Chile, tendo o Brasil vencido nas penalidades por 4–2 após empate de 1–1 no tempo normal.

## Estilo de jogo
Apelidado de “Cavani brasileiro", "Cavaninho" e "Novo Cavani" devido a semelhança com um dos maiores jogadores da história do Uruguai Edinson Cavani, além de partilhar a mesma posição e gostar do atleta, Matheus Nascimento destaca-se por sua boa utilização de seu corpo para achar espaços em finalizações, além de se um atacante que sai bastante da área para buscar jogo e criar jogadas. Também possui boa estatura (1,82 m) e sabe fazer jogadas de efeito com habilidade sempre com objetivo.

## Títulos
Botafogo
- Campeonato Brasileiro - Série B: 2021
- Taça Rio: 2023 e 2024
- Copa Libertadores da América: 2024
- Campeonato Brasileiro: 2024

### Seleção Brasileira

#### Sub-15
- Campeonato Sul-Americano Sub-15: 2019

#### Sub-20
- Torneio Internacional Sub-20 do Espírito Santo: 2022

#### Sub-23
- Jogos Pan-Americanos: 2023